# Blighiopsis pseudostipularis
Blighiopsis pseudostipularis är en kinesträdsväxtart som beskrevs av Van der Veken. Blighiopsis pseudostipularis ingår i släktet Blighiopsis och familjen kinesträdsväxter. Inga underarter finns listade i Catalogue of Life.